# The Twist Connection
The Twist Connection ist eine portugiesische Band, die atmosphärischen Garage Rock mit Einflüssen aus Rockabilly, Beat und Punkrock spielt.

## Geschichte

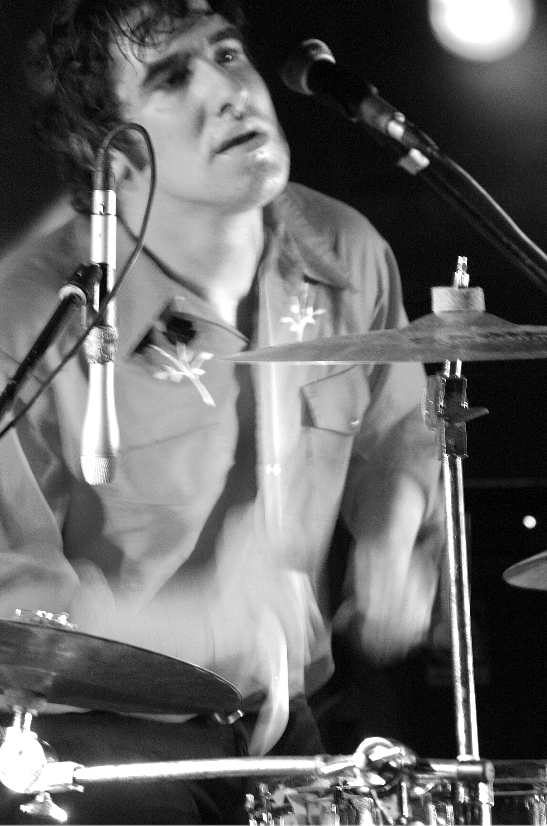
Schlagzeuger und Sänger Kaló (mit Bunnyranch 2005), Kopf der Band The Twist Connection.

Nach Auflösung der Psychobilly/Garagerock-Band Tédio Boys aus Coimbra im Jahr 2000 spielte deren Schlagzeuger Carlos Mendes („Kaló“) in Nachfolge-Bands wie WrayGunn, Tiguana Bibles, Bunnyranch und The Parkinsons. 2016 gründete er die Band The Twist Connection, zusammen mit seinem WrayGunn-Bandkollegen Sérgio Cardoso am Bass und dem Gitarristen Samuel Silva (ex-Los Saguaros).
Noch im Gründungsjahr waren sie auf der Doppel-CD Novos Talentos FNAC 2016, dem jährlichen Nachwuchs-Sampler der in Portugal stark vertretenen Medien-Handelskette FNAC, und sie veröffentlichten ihr Debütalbum Stranded Downtown. Sie spielten danach vornehmlich in kleinen Clubs und nur gelegentlich auch auf Festivals, vor allem in Portugal, aber auch in Frankreich, England und besonders häufig im Nachbarland Spanien.
Im August 2018 folgte das unbetitelte zweite Album, und sie nahmen eine Live-Session für den öffentlich-rechtlichen alternativen Radiosender Antena3 auf, die seither auch als Video abrufbar ist.
Im März 2020 erschien ihr drittes Album Is That Real?, produziert von Boz Boorer in seinem Serra Vista-Studio. 2021 veröffentlichten sie zwei 7"-Singles, eine beim spanischen El Beasto-Label und eine bei ihrem Hauslabel Lux Records aus ihrer Heimatstadt Coimbra.
2022 nahmen sie ihr viertes Album auf, Anywhere but Here, mit den Gastmusikern Boz Boorer an Saxofon und Klarinette, Michael Purkisher an der Gitarre, Gregg Foreman (The Delta-72) an Piano und Orgel, und am Synthesizer Miguel Padilha, mit dem Kaló bereits in seiner ersten Band Garbage Catz 1992 zusammen spielte.

## Diskografie
- 2016: Stranded Downtown (CD, Suite Music)
- 2018: s/t (CD/LP, Lux Records)
- 2020: Is That Real? (CD, Lux Records)
- 2021: Bring Me the Storm/Fake 45 (7", El Beasto Recordings)
- 2021: Young Kid/These Foolish Fears (7", Lux Records)
- 2023: Anywhere but Here (CD/LP, Lux Records)